# Cassandra Clare
Cassandra Clare, pseudonimo di Judith Rumelt (Teheran, 27 luglio 1973), è una scrittrice statunitense, autrice di romanzi fantasy, nota per la serie di avventure degli Shadowhunters, cacciatori di demoni.

## Biografia
Nata a Teheran (Iran) da genitori statunitensi, trascorre la maggior parte della propria infanzia viaggiando con la sua famiglia. Da bambina visse l'esperienza in uno zaino insieme al padre durante la scalata all'Himalaya, prima dei dieci anni abitò tra Francia, Inghilterra e Svizzera. Stabilitasi infine negli USA, a Los Angeles completa gli studi presso la Windward School e lavora come giornalista in vari giornali e tabloid di spettacolo come The Hollywood Reporter dividendosi tra la California e New York.
Nel 2004, Cassandra Clare comincia a lavorare al primo libro della serie Shadowhunters, Shadowhunters - Città di ossa (The Mortal Instruments: City of Bones), ispirato dal paesaggio urbano di Manhattan. In America viene pubblicato da Simon & Schuster nel 2007 e nello stesso anno dalla Mondadori in Italia. Shadowhunters - Città di ossa, un fantasy contemporaneo dove vengono narrate le vicende di Clary Fray, Jace Wayland e Simon Lewis, diventa in breve tempo un New York Times bestseller. Shadowhunters - Città di cenere e Shadowhunters - Città di vetro completarono la trilogia. Il quarto libro, Shadowhunters - Città degli angeli caduti, è stato pubblicato il 5 aprile 2011 e segna l'inizio del secondo ciclo degli Shadowhunters, che include altri due libri dal titolo Shadowhunters - Città delle anime perdute e Shadowhunters - Città del fuoco celeste.
Nel 2009 la Clare annuncia una serie: Shadowhunters - Le origini (The Infernal Devices), nella quale viene narrato l'universo di Shadowhunters in epoca vittoriana. Questa serie è formata da tre libri: L'angelo (Clockwork Angel), pubblicato negli USA il 31 agosto 2010 e in Italia il 7 giugno 2011; Il principe (Clockwork Prince), pubblicato negli USA il 6 dicembre 2011 e in Italia il 5 giugno 2012, e La principessa (Clockwork Princess), pubblicato negli USA il 19 marzo 2013 e in Italia 23 luglio 2013.
Entrambe le serie sono state tradotte in numerose lingue, tra cui tedesco, francese, spagnolo, portoghese, polacco, ceco, finlandese, danese, catalano e turco. La Costantin Film ha inoltre acquistato i diritti d'autore di tutti i libri pubblicati: il primo film Shadowhunters - Città di ossa, diretto da Harald Zwart, è uscito nell'agosto 2013, con protagonisti Lily Collins nel ruolo di Clary Fray, Jamie Campbell Bower nel ruolo di Jace Wayland e Jonathan Rhys-Meyers nel ruolo Valentine Morgenstern. La casa di produzione ha annullato il sequel, a seguito dello scarso successo ottenuto dal primo film. Ad ottobre 2014, la Constantin Film ha annunciato la trasposizione dei romanzi in una serie televisiva, intitolata Shadowhunters, prodotta dal giugno 2015 e trasmessa dall'emittente Freeform (ex ABC Family) a partire dal 12 gennaio 2016.

## Opere

### Shadowhunters(The Shadowhunters Chronicles)
La saga Shadowhunters è composta da 6 saghe di libri e 5 companion books.
Le 6 serie sono: The Mortal Instruments, The Infernal Devices (Le Origini), Dark Artifices, The Eldest Curses, The Last Hours e The Wicked Powers.
I 5 "companion books" sono: Le cronache di Magnus Bane (una raccolta di 10 racconti pubblicati in e-book e poi raccolti in cartaceo), Le cronache dell'Accademia Shadowhunters (10 racconti pubblicati in e-book, poi in cartaceo), Fantasmi del Mercato delle Ombre (10 racconti pubblicati in e-book, poi in cartaceo) Il Codice (la guida all'universo Shadowhunters) e Storia di illustri Shadowhunters e abitanti del Mondo Nascosto (un romanzo illustrato del mondo degli Shadowhunters).

#### Shadowhunters(The Mortal Instruments)
Nelle riedizioni italiane del 2016 la serie è stata ribattezzata The Mortal Instruments - Shadowhunters.
1. Shadowhunters - Città di ossa, 2007 (City of Bones, 2007) ISBN 978-88-04-56874-2
2. Shadowhunters - Città di cenere, 2008 (City of Ashes, 2008) ISBN 978-88-04-58227-4
3. Shadowhunters - Città di vetro, 2009 (City of Glass, 2009) ISBN 978-88-04-60584-3
4. Shadowhunters - Città degli angeli caduti, 2011 (City of Fallen Angels, 2011) ISBN 978-88-04-61332-9
5. Shadowhunters - Città delle anime perdute, 2012 (City of Lost Souls, 2012) ISBN 978-88-04-62207-9
6. Shadowhunters - Città del fuoco celeste, 2014 (City of Heavenly Fire, 2014)

Esiste anche un extra, corrispondente al volume 6.1 della serie, disponibile solamente in e-book e in lingua originale: è un racconto inedito di 19 pagine dal titolo City of Heavenly Fire: Snippets.
Fanno parte della saga Shadowhunters anche:
- Shadowhunters - Il Codice (The Shadowhunter's Codex, 2013), scritto con il marito Joshua Lewis, è un approfondimento della saga e il manuale degli Shadowhunter.
- Shadowhunters - Pagine rubate (Five Stories about “The Mortal Instruments” World, 2012), è una raccolta di brevi racconti inediti (Il primo bacio, A mio figlio Jace, L'atto di cadere, Questione di potere e Una trasformazione oscura) che aggiungono prospettive e sguardi nuovi su alcuni aspetti e fatti accaduti nella serie. Pubblicato nel novembre 2012, è edito solo come e-book.
- Storia di illustri Shadowhunters e abitanti del Mondo dei Nascosti, 18 ottobre 2016 (A History of Notable Shadowhunters and Denizens of Downworld, prima edizione 18 febbraio 2016 / An Illustraded History of Notable Shadowhunters and Denizens of Downworld, seconda edizione 3 novembre 2016), illustrato da Cassandra Jean

Il 7 ottobre 2014 Mondadori pubblica i primi 3 romanzi in un unico volume dal titolo Shadowhunters - La prima trilogia. Dopodiché, il 4 ottobre 2016, ripubblica la prima raccolta con il titolo The Mortal Instruments: Shadowhunters - Prima trilogia in una nuova veste grafica e pubblica gli ultimi 3 romanzi nel volume unico The Mortal Instruments: Shadowhunters - Seconda trilogia. Il 4 dicembre 2018 Mondadori pubblica il volume in una edizione illustrata da Cassandra Jean e Kathleen Jennings.

#### Shadowhunters - Le origini(The Infernal Devices)
Nelle riedizioni italiane del 2016 la serie è stata ribattezzata The Infernal Devices - Shadowhunters (togliendo "Le origini").
1. L'angelo, 2011 (Clockwork Angel, 2010) ISBN 978-88-04-61009-0
2. Il principe, 2012 (Clockwork Prince, 2011) ISBN 978-88-04-61672-6
3. La principessa, 2013 (Clockwork Princess, 2013) ISBN 978-88-04-63301-3

#### Dark Artifices - Shadowhunters(The Dark Artifices)
Il ciclo è ambientato a Los Angeles e seguirà le vicende di Emma Carstairs e Julian Blackthorn (già visti in Città del fuoco celeste), cinque anni dopo le ultime vicende narrate in The Mortal Instruments.
1. Signora della Mezzanotte, 15 marzo 2016 (Lady Midnight, 8 marzo 2016)
2. Signore delle Ombre, 19 settembre 2017 (Lord of Shadows, 23 maggio 2017; inizialmente intitolato Prince of Shadows)
3. Regina dell’aria e delle tenebre, 19 febbraio 2019[7] (Queen of Air and Darkness, 4 dicembre 2018)

#### Shadowhunters - The Last Hours
Il ciclo è il seguito de Le Origini; ambientato nel 1903 narra le vicende della generazione successiva dei Cacciatori londinesi.
1. La catena d'oro (Chain of Gold, 3 marzo 2020, Italia in contemporanea con gli USA)
2. La catena di ferro (Chain of Iron, USA: 2 marzo 2021; Italia 27 aprile 2021)
3. La catena di spine, (Chain of Thorns, USA: 31 gennaio 2023; Italia 7 marzo 2023)

#### Shadowhunters - The Wicked Powers
Ultimo ciclo che completerà la serie degli Shadowhunters; segue Dark Artifices e avrà come protagonisti tre personaggi: Tiberius Nero Blackthorn (ovvero Ty), Christopher Jonathan Herondale (Kit Rook) e Drusilla Blackthorn (Dru). I libri saranno 3:
1. The Last King of Faerie
2. The Last Prince of Hell
3. The Last Shadowhunter

#### Magnus Bane - The Eldest Curses
The Eldest Curses (Le Antiche Maledizioni) è una serie Young Adult di Cassandra Clare, scritta in collaborazione con Wesley Chu. Inizialmente i romanzi avrebbero dovuto essere “per adulti” (per via dell’età dei personaggi, e non per il contenuto dei romanzi).
Protagonisti dei tre romanzi saranno il Sommo Stregone di Brooklyn, Magnus Bane, e Alec Lightwood. Un po’ come ne Le Cronache di Magnus Bane, ogni romanzo ci racconterà un avvenimento del loro passato, presente e futuro.
La trilogia deve il suo titolo a dei versi dell’Amleto (“Il mio delitto è putrido! / Fa sentire il suo lezzo fino al cielo! / E porta il segno dell’originaria/prima maledizione… il fratricidio!”; i singoli romanzi, invece, portano i nomi di due volumi che abbiamo già incontrato nelle Shadowhunter Chronicles, e di una pergamena ancora inedita:
1. La mano scarlatta (The Red Scrolls of Magic, 2019), ed. it. Mondadori, 2019.
2. il libro bianco perduto (The Lost Book of the White, 2020), ed. it. Mondadori, 2020.
3. The Black Volume of the Dead.

#### Fantasmi del Mercato delle Ombre(Ghosts of the Shadow Market)
La serie di racconti pubblicata nel 2018 vede Fratello Zaccaria come protagonista ed è ambientata nei vari Mercati delle Ombre del mondo. I racconti coprono l'arco temporale che va dalla fine di The Infernal Devices al periodo successivo all'epilogo di Queen of Air and Darkness, e vedono Fratello Zaccaria impegnato in due differenti ricerche: una sul padre di Tessa, l'altra sull'Herondale scomparso. Coautori sono Robin Wasserman, Kelly Link, Sarah Rees Brennan e Maureen Johnson. A differenza delle serie di racconti precedenti, i primi otto sono pubblicati inizialmente in ebook, mentre gli ultimi due saranno presenti solo in versione cartacea, edita nel 2019 sia in Italia che negli USA. Negli Stati Uniti è prevista per il 4 giugno.
1. Il figlio dell’alba (Son of the Dawn) – scritto con Sarah Rees Brennan e pubblicato ad Aprile 2018
2. Verità nell'ombra (Cast long Shadows) – scritto con Sarah Rees Brennan e pubblicato a Maggio 2018
3. Croce e delizia (Every exquisite thing) – scritto con Maureen Johnson e pubblicato a Giugno 2018
4. Un doloroso destino (Learn about loss) – scritto con Kelly Link e pubblicato a Luglio 2018
5. L’amore più grande (A deeper love) – scritto con Maureen Jolson e pubblicato ad Agosto 2018
6. I malvagi (The Wicked ones) – con Robin Wasserman, pubblicato a Settembre 2018
7. Il ritorno a casa (The land I lost) – con Sarah Rees Brennan, pubblicato ad Ottobre 2018
8. Con il fuoco e con il sangue (Through blood through fire) – con Robin Wasserman, pubblicato il 13 novembre 2018
9. Il mondo perduto (The Lost World, edito solo nella versione cartacea), pubblicato ad ottobre 2019
10. Caduti per sempre (Forever fallen, edito solo nella versione cartacea), pubblicato ad ottobre 2019

#### Le cronache dell'Accademia Shadowhunters(Tales from the Shadowhunter Academy)
Protagonista della seconda serie di racconti delle Cronache degli Shadowhunters è Simon Lewis, di nuovo umano, impegnato nel suo addestramento per diventare un Nephilim presso l’Accademia degli Shadowhunters. Tra gli eventi più importanti figurano la storia di Tobias Herondale, la cerimonia di parabatai tra Emma Carstairs e Julian Blackthorn, l’arrivo di un bambino stregone e l’ascesa di Simon. La serie, scritta insieme a Sarah Rees Brennan (4), Robin Wasserman (4) e Maureen Johnson (2), è divisa in 10 episodi che raccontano le avventure dell'Accademia Shadowhunters. Il formato cartaceo è uscito in lingua inglese il 15 novembre 2016 mentre in Italia, dopo un'iniziale previsione di uscita nel novembre 2016, è stato posticipato al 14 febbraio 2017.
(Nell'elenco che segue è indicata la data di pubblicazione in Italia e le pagine presenti nell'edizione e-book italiana)
1. Benvenuti in Accademia (Welcome to Shadowhunter Academy), 30 marzo 2015, 44 pagine - Con Sarah Rees Brennan
2. L'Herondale scomparso (The Lost Herondale), 30 aprile 2015, 39 pagine - Con Robin Wasserman
3. Il demone di Whitechapel (The Whitechapel Fiend, 2015), 30 maggio 2015, 51 pagine - Con Maureen Johnson
4. Soltanto ombre (Nothing but Shadows, 2015), 30 giugno 2015, 47 pagine - Con Sarah Rees Brennan
5. Il male che abbiamo (The Evil We Love), 30 luglio 2015, 60 pagine - Con Robin Wasserman
6. Pallidi re, guerrieri e principi (Pale Kings and Prince), 30 agosto 2015, 40 pagine - Con Robin Wasserman
7. Dove si ignora vecchiaia ed amarezza (Bitter of Tongue), 30 settembre 2015, 36 pagine - Con Sarah Rees Brennan
8. La prova del fuoco (The Fiery Trial), 30 ottobre 2015, 41 pagine - Con Maureen Johnson
9. Nascono alcuni ad infinita notte (Born to Endless Night), 30 novembre 2015, 58 pagine - Con Sarah Rees Brennan
10. Angeli che due volte discesero (Angels Twice Descending) 30 dicembre 2015, 36 pagine - Con Robin Wasserman

#### Le cronache di Magnus Bane(The Bane Chronicles)
Protagonista indiscusso della prima raccolta di racconti ambientata nel mondo degli Shadowhunters è lo stregone Magnus Bane. I racconti sono ambientati in varie epoche, incluso l’arco temporale durante il quale si svolge la storia di The mortal instruments, e seguono le avventure delle stregone in giro per il mondo. Nella raccolta compaiono i protagonisti di Shadowhunters, Shadowhunters - Le origini e The last Hours. La serie, scritta insieme a Maureen Johnson e Sarah Rees Brennan, è divisa in dieci episodi. Sono stati pubblicati mensilmente, eccetto il decimo racconto, reso disponibile tre mesi dopo il nono. Disponibile inizialmente solo in formato e-book, l'11 novembre 2014 negli Stati Uniti è uscita la raccolta delle dieci storie, più una inedita, in un unico libro formato cartaceo dal titolo omonimo, che presenta 10 pagine illustrate, una per ogni storia, esclusa quella inedita. Lo stesso giorno il libro ha visto la pubblicazione anche in Italia, dove è stata ritardata dalla Mondadori, che l'aveva inizialmente prevista per il 6 maggio; il probabile posticipo è dovuto al fatto che la decima storia è arrivata nello stesso periodo in America.
(Nell'elenco che segue è indicata la data di pubblicazione in Italia e le pagine presenti nell'edizione in e-book italiana)
1. Cosa accadde in Perù (What Really Happened in Peru), 24 giugno 2013, 46 pagine
2. La fuga della Regina (The Runaway Queen), 9 luglio 2013, 40 pagine
3. Vampiri, scones ed Edmund Herondale (Vampires, Scones and Edmund Herondale), 6 agosto 2013, 44 pagine
4. L'erede di mezzanotte (The Midnight Heir), 3 settembre 2013, 45 pagine
5. L'origine dell'Hotel Dumort (The Rise of the Hotel Dumort), 10 ottobre 2013, 44 pagine
6. Alla ricerca di Raphael Santiago (Saving Raphael Santiago), 5 novembre 2013, 44 pagine
7. La caduta dell'Hotel Dumort (Fall of the Hotel Dumort), 5 dicembre 2013, 43 pagine
8. Un regalo di compleanno per Alec (What to Buy the Shadowhunters Who Has Everything (And Who You're Not Officially Dating Anyway)), 2 gennaio 2014, 37 pagine
9. L'ultima sfida dell'Istituto di New York (The Last Stand of the New York Institute), 8 febbraio 2014, 47 pagine
10. Il corso di un amor cortese (e dei primi appuntamenti) (The Course of True Love (and First Dates)), 14 maggio 2014, 39 pagine
11. Un racconto inedito: La segreteria telefonica di Magnus Bane (An Esclusive Bonus Story: The Voicemail of Magnus Bane), 11 novembre 2014, 13 pagine (presente solo nell'edizione cartacea)

### Magisterium
Serie scritta con Holly Black e composta dai seguenti volumi:
1. L'anno di ferro, 2014 (The Iron Trial, 2014)
2. Il guanto di rame, 2015 (The Copper Gauntlet, 2015)
3. La chiave di bronzo, 2016 (The Bronze Key, 2016 - precedentemente intitolato The Cosmos Blade)
4. La maschera d'argento, 14 novembre 2017 (The Silver Mask, 2017)
5. La torre d'oro, 30 aprile 2019 (The Golden Tower, 11 settembre 2018 - precedentemente intitolato The Enemy of Death)

### Le Cronache di Castellane
Serie fantasy per adulti, composta da tre volumi, due dei quali editi: 
1. Lo scudo del principe [Sword Catcher], Mondadori, 2024  [2024], ISBN 978-88-357-3084-2.
2. Il re dei bassifondi [The Ragpicker King], Milano, Mondadori, 2025  [2025], ISBN 978-8804741138.
3. The Bone Conjurers (TBD)

### Racconti
- The Girl's Guide to Defeating the Dark Lord, Turn the Other Chick, a cura di Esther Friesner, Baen Books (2005)
- Charming, So Fey, a cura di Steve Berman, Haworth Press (2007)
- Graffiti, Magic in the Mirrorstone, a cura di Steve Berman, Mirrorstone Books (2008)
- Other Boys, The Eternal Kiss, a cura di Trisha Telep, Running Press (2009)
- The Mirror House, Vacations from Hell, a cura di Farrin Jacobs, HarperCollins (2009)
- I Never, Geektastic, a cura di Holly Black and Cecil Castelucci, Little, Brown (2009)
- Cold Hands, ZVU: Zombies Versus Unicorns, a cura di Holly Black and Justine Larbalestier, Simon and Schuster (2010)

### Fan fiction
- The Draco Trilogy (Harry Potter)[8]
- The Very Secret Diaries (The Lord of the Rings)[9]

## Riconoscimenti

### Shadowhunters - Città di ossa
- A New York Times Bestseller
- 2010 Georgia Peach Book Awards for Teen Readers[10]
- Finalist for the Locus Award for Best First Novel of 2007
- An American Library Association Teens Top Ten Award winner, 2008[11]
- Winner of The 2010 Abraham Lincoln Illinois High School Book Award[12]
- Winner of the 2010 Pacific Northwest Library Association Young Reader's Choice Award[13]
- A Texas TAYSHAS title 2010[14]
- Shortlisted for the 2010 Evergreen Young Adult Book Award[15]
- Shortlisted for The 2010 Colorado Blue Spruce Young Adult Book Award[16]
- Shortlisted for The North Carolina School Library Media Association Young Adult Book Award[17]
- Grand Canyon Reader Award Nominee (Teen) 2010[18]
- Iowa High School Book Award Nominee 2009-2010[19]
- North Carolina YA Book Award Nominee 2009-2010[20]
- New Hampshire Flume Teen Reader's Choice Award Nominee, 2010[21]
- Nevada Young Readers' Award Nominee 2010[22]
- Ohio Buckeye Teen Book Award Nominee, 2009[23]
- Oregon Young Adult Network Book Rave Reading List Title 2008[24]
- South Carolina Young Adult Book Award Nominee 2009-2010[25]
- Shortlisted for the Coventry Inspiration Book Awards[26]

### Shadowhunters - Città di cenere
- A New York Times bestseller
- A USA Today bestseller
- An American Library Association Teens Top Ten Award winner, 2009
- 2010 International Reading Association (IRA) Young Adults' Choice Title

### Shadowhunters - Città di vetro
- A New York Times Bestseller
- A USA Today Bestseller
- A Wall Street Journal Bestseller
- A Publisher's Weekly Bestseller
- An Indie Bound Bestseller
- A Children's Book Council Teen Choice Book of the Year Finalist for 2010
- An American Library Association Teens Top Ten Award winner, 2010

### Shadowhunters - Città degli angeli caduti
- A #1 New York Times Bestseller
- A #1 Wall Street Journal Bestseller
- A Publisher's Weekly Bestseller
- A USA Today Bestseller
- A Publisher's Weekly Bestseller
- A Bookseller Bestseller
- A #1 bestseller in Australia and New Zealand

### Shadowhunters - Le origini. L'angelo
- Winner of the 2011 YALSA Teens Top Ten Awawrd
- Winner of the 2011 Silver Inky Award
- A #1 New York Times Bestseller
- A #1 Globe and Mail Bestseller
- A Wall Street Journal Bestseller
- A Los Angeles Times Bestseller
- A Publisher's Weekly Bestseller
- A USA Today Bestseller
- An Indie Bound Bestseller
- A New Atlantic Independent Booksellers Association Bestseller
- A Southern Indie Bestseller List Bestseller
- Nominated for Romantic Times' Best YA Novel of 2010
- A 2011 Rita Award Finalist
- Selected for the Winter 2010-2011 Kids' Indie Next List – Inspired Recommendations for Kids from Indie Booksellers
- Indigo Books Top 10 of 2010: Teen Fiction
- One of Barnes and Noble's Top Ten Teen Books of 2010
- Nominated for Goodreads' Favorite Book of 2010
- One of Kansas City Star's Top 100 Books of 2010
- A VOYA Perfect Ten